# Pievesestina
Pievesestina (Piazténa in romagnolo) è una frazione del comune di Cesena situata a nord-ovest del capoluogo. Insieme a San Cristoforo (Sa' Stòvan), Provezza, Sant'Andrea in Bagnolo (Sant'Andrei in Bagnòl), Case Scuola Vecchia (E Budghìn) e Case Gentili costituisce il quartiere Dismano.
La frazione è considerata il fulcro industriale di Cesena in quanto vi si sono stabilite attività economiche di primaria importanza e vi sorgono tra le più importanti aziende cesenati come Trevi, Soilmec, Orogel, Olidata.

## Storia
Il nome antico del borgo era "San Pietro in Cistino" che, insieme a San Cassiano in Decimo (Campiano), San Zaccaria, San Pietro in Quinto (Pievequinta), nel periodo bizantino formava l'entità giuridica del Territorio (o Tribunato) del Decimo, comprendente i territori legati all'odierna via Dismano.

## Monumenti e luoghi d'interesse
La chiesa dei Santi Pietro e Paolo fu ricostruita nel 1948 e riconsacrata nel 1954 dopo i danni subiti nella seconda guerra mondiale con stile architettonico semplice e funzionalista.

## Società

### Evoluzione demografica
La popolazione, che nei primi anni del Duemila risultava poco superiore alle 3000 persone, è cresciuta soprattutto negli ultimi vent'anni del Novecento, grazie ad un notevole processo immigratorio, ed ha richiesto la creazione di una zona di edilizia popolare (PEEP), nonché un consistente sviluppo di servizi.

## Economia
L'incontro dell'autostrada A14 Bologna-Taranto e della E45 Orte-Ravenna rendono la frazione un importante nodo stradale e un punto strategico per il traffico commerciale. Questo ha differenziato Pievesestina dalle frazioni vicine con un aspetto più prettamente industriale piuttosto che agricolo.
Negli ultimi 30 anni del Novecento ha visto sorgere numerose aziende, in gran parte di trasporti e di trattamento e imballaggio di frutta e verdura.
A Pievesestina si trova anche il mercato ortofrutticolo di Cesena, importante a livello nazionale ed europeo, e la fiera, i cui padiglioni sono utilizzati per ospitare annualmente svariate mostre e convegni.